# Андреј Белоусов
Андреј Ремович Белоусов (Москва, 17. марта 1959) руски је државник и политичар, научник и економиста. Био је председник борда директора АД Руске железнице.
Белоусово је обављао низ важних функција у руској државии: први потпредседник Владе Руске Федерације био је  од 21. јануар 2020 до 7. мај 2024), Помоћник председника Руске Федерације за економска питања (24. јун 2013—21. јануар 2020), Министар за економски развој Руске Федерације (21. мај 2012—24. јун 2013). Био је вршилац дужности председника Владе Руске Федерације од 30. априла до 19. маја 2020).
Он је дописни члан Руске академије природних наука. По образовању је доктор економских наука (2006). Почасни је економиста Руске Федерације (2007) и вршилац дужности активног државног саветника Руске Федерације, 1. класе (2011).
Од 2022. године, због руске инвазије на Украјину, налази се под међународним санкцијама свих земаља Европске уније, САД и низа других држава.

## Биографија
Рођен 17. марта 1959. године у Москви у породици економисте Рема Белоусова, који је, према писању медија, био творац совјетске научне школе у области цена и менаџмента и био је један од учесника у спровођењу реформе 1965, а касније је проучавао економску историју СССР-а. Његова мајка Алиса Павловна била је радиохемичарка која је проучавала хемију ретких елемената.
Након што је дипломирао на Другој физичко-математичкој школи, уписао се на Економски факултет Московског државног универзитета, где је дипломирао са високим просеком 1981. године. Током студија почео је да сарађује са групом економиста под руководством А. И. Анчишкина, који је 1977-1981 био шеф Катедре за планирање народне привреде СССР-а Економског факултета Московског државног универзитета.
Након што је стекао диплому, наставио је постдипломске студије на Централном економско-математичком институту Академије наука СССР-а (ЦЭМИ). Истовремено, тамо је започео и научну каријеру, прво као истраживач приправник, затим као млађи истраживач у лабораторији у ЦЕМИ-ју, коју је водио Емил Ершов.

### Научни рад
Радио је у Институту за економију и предвиђање научног и технолошког прогреса (ИЭПНТП) Академије наука СССР, основаном фебруара 1986. године на бази неколико научних одељења Централног економског института, где је сукцесивно обављао послове млађег истраживача., истраживач и виши научни сарадник. Његови истраживачки приоритети били су фокусирани на предвиђање макроекономских трендова, као и инфлације и структурне кризе у економијама совјетског стила. Године 1988. на ЦЕМИ-ју одбранио је дисертацију за звање доктора економских наука на тему „Симулационо моделирање механизама за формирање и коришћење обртних средстава (мултисекторски приступ)“. Године 1991. именован је за шефа лабораторије за анализу и предвиђање макроекономских процеса у Институту за економију и технологију АН СССР, на којој је функцији био до 2006. комбинујући је са радом у другим организацијама, а отпуштен је тек преласком у јавни сервис. Постао је члан аналитичке групе Спољнополитичког удружења, формиране у новембру 1991. године, познате као „група Бесмертних“ (по имену њеног оснивача, бившег министра спољних послова СССР-а А. А. Бесмертних).
Током 2000. основао је и водио Центар за макроекономску анализу и краткорочно предвиђање (ЦМАКП), на основу којег је 2005. објавио извештај „Дугорочни трендови у руској економији: сценарији економског развоја Русије до 2020.” Извештај је предвидео економску кризу 2008, а такође је указао на могући економски пад у 2011-2012 и неуспех система јавне управе у 2015-2017.
Године 2006. одбранио је дисертацију и стекао је звање доктора економских наука на тему „Противуречности и перспективе развоја система репродукције руске привреде“.

### Државна служба
Он је 1999. постао члан одбора Министарства економије.
Био је консултант вишe шефова владе Руске Федерације: Јевгенија Примакова, Сергеја Степашина, Михаила Касјанова и Михаила Фрадкова (са Касјановим и Фрадковим је радио у статусу слободног саветника).
Осмог фебруара 2006. је ступио у јавну службу и постао је, на позив Германа Грефа,  заменик министра за економски развој. На овој позицији је надгледао макроекономско стање земље, укључујући питања побољшања инвестиционе климе, спровођење савезних циљних програма и инвестиционе активности Внешекономбанке. Под његовим руководством развијени су концепт дугорочног друштвено-економског развоја (КДР-2020) и Предлог закона „О трговини“ (усвојен 28. децембра 2009. године).
Председник руске владе Владимир Путин га је 2008. именовао за директора Одељења за економију и финансије Канцеларије Владе Русије. У периоду 2008-2012, Белоусов је, заједно са првим потпредседником владе Игором Шуваловим и министарком економског развоја Елвиром Набиулином, био одговоран за обликовање владине економске агенде.  Поред тога, Белоусов је био одговоран за питања у вези са формирањем буџета, јавним инвестицијама и побољшањем инвестиционе климе. Уз његово учешће створена је Агенција за стратешке иницијативе и на њеној основи покренута такозвана „Национална предузетничка иницијатива“ која има за циљ побољшање услова пословања у Русији.
Маја 2012. године постављен је на место министра економског развоја Русије у првој влади Дмитрија Медведева. Белоусов је 24. јуна 2013. године постављен на место помоћника председника Руске Федерације за економска питања. Од 17. јуна 2015. до 29. септембра 2017. био је и председник Управног одбора ПЈСЦ НК Росњефт.
Јануара 2020. именован је за првог потпредседника Владе Руске Федерације у првој влади Михаила Мишустина. На овој функцији надгледао је финансијске и економске политике државе. Од 30. априла до 19. маја 2020. године обављао је дужност премијера Руске Федерације, док је премијер Михаил Мишустин оболио од ковида 19.
У марту 2020. године изабран је за председника Борда директора АД Руске железнице.
Председник Путин је 12. маја 2024. предложио Савету Федерације као кандидата за место министра одбране Русије.
Из првог брака има сина Павла (рођен 1994). Дипломирао на Московском државном техничком универзитету Бауман.
Његов млађи брат Димитриј је водећи стручњак у Центру за макроекономске анализе и краткорочне прогнозе (ЦМАКП).

## Награде
- Медаља „У знак сећања на 850. годишњицу Москве“ (1997.)
- Захвалност председника Руске Федерације - за заслуге у обезбеђивању активности Државног савета Руске Федерације (01.09.2005)[34]
- Заслужни економиста Руске Федерације (12. 6. 2007.) - за заслуге у спровођењу економске политике државе и дугогодишњи савестан рад[35]
- Орден части (14.06.2009) - за постигнуте радне успехе и савестан дугогодишњи рад[36]
- Медаља „100 година ратног ваздухопловства“ (2012)

## Међународне санкције
Од 9. јуна 2022. године је под санкцијама Украјине као високи функционер и члан Путиновог најужег круга због руске инвазије на Украјину.
Од јула 2022. године је под санкцијама земаља ЕУ због позивања „руских олигарха да наставе сарадњу са санкционисаним руским банкама“ и „подржавања анексије Крима 2014. године“ .
Од 15. децембра 2022. налази се на листи санкција САД против руског финансијског сектора. Од 27. јануара 2023. је под санкцијама Јапана. Од 24. фебруара 2023. уврштен је на канадску листу санкционисаних „блиских сарадника режима“. Он је 19. маја 2023. године био под санкцијама Велике Британије као председник управног одбора Руских железница. Од 20. јула 2023. године, Аустралија га је санкционисала због његове „улоге у директној или индиректној подршци руској илегалној инвазији на Украјину“.

## Научне публикације
- Имитационный подход к моделированию взаимосвязанных процессов формирования и использования оборотных средств. — М.: ГПСИ ИМЭМО, 1986.
- 1995 — статья «Структурный кризис советской индустриальной системы»[49][50] в сборнике «Иное. Хрестоматия нового российского самосознания».
- Экономическая безопасность: Производство — финансы — банки. — М.: Финстатинформ, 1998.
- 1999 — совместный труд Белоусова и Е. А. Абрамовой «Интегрированные матрицы финансовых потоков (методический и инструментальный подходы)» об опыте построения в России Social Accounting Matrix.
- 2000—2001 — под руководством Белоусова эксперты ЦМАКП подготовили цикл статей в журнале «Проблемы прогнозирования»,[51] содержащие анализ первого этапа посткризисного оживления и долгосрочный прогноз развития российской экономики.
- 2003—2004 — Белоусов руководил подготовкой серии статей по анализу структуры и факторов развития российской экономики («Развитие российской экономики в посткризисный период (макроэкономический аспект)»[52] «Развитие российской экономики в среднесрочной перспективе: анализ угроз»[53] и друго).
- 2005—2007 — руководил авторским коллективом книги «Российское экономическое чудо: сделаем сами. Прогноз развития экономики России до 2020 года». Две главы из книги были опубликованы как отдельные статьи в журнале «Проблемы прогнозирования»[54][55]
- 2006 — выпущена книга на основе докторской диссертации: «Эволюция системы воспроизводства российской экономики: От кризиса к развитию»[56]